# سيلندرا
سيلندرا ((بالسنسكريتية: शैलेन्द्र)‏ أو Śailēndravaṃśa) هي سلالة الملوك التي تقوم على قيادة مملكة ميدانج في جاوة الوسطى في عام 752. أكثر ملوكهم معتقد وحامي اعتقاد ماهايانا. ورغم أن الآثار التاريخي يوجد في كيدو، جاوة الوسطى، كما قال المؤرخون ان اصولهم ترجع لنسب قبيلة فلمبان.